# Huarmey
Huarmey ist die Hauptstadt der Provinz Huarmey in der peruanischen Region Ancash. Sie ist auch Verwaltungssitz des gleichnamigen Distrikts. Die Stadt hatte beim Zensus 2017 20.905 Einwohner, 10 Jahre zuvor lag die Einwohnerzahl bei 17.551.

## Ortslage
Die Stadt Huarmey liegt 250 km nordnordwestlich der Landeshauptstadt Lima, 2 km von der Pazifikküste entfernt. Die Stadt liegt auf einer Höhe von 14 m am Nordufer des Flusses Río Huarmey, knapp 3 km oberhalb dessen Mündung ins Meer. Die Nationalstraße 1N (Panamericana) führt an der Stadt vorbei. In der Nähe von Huarmey befinden sich mehrere Strände.

## Puerto Punta Lobitos
Zum Stadtgebiet gehört der Hafen Punta Lobitos. Von dort werden unter anderem die im Antamina-Bergwerk im Distrikt San Marcos geförderten Kupfer- und Zinkerze verschifft.